# Pięciokąt

Pięciokąt foremny

Pięciokąt (pięciobok) – wielokąt o pięciu bokach. Każdy pięciokąt ma pięć przekątnych. Szczególnym przypadkiem pięciokąta jest pięciokąt foremny. 

## Pięciokąt foremny
Pięciokąt foremny, pentagon – wielokąt foremny o pięciu bokach. Pięciokąty foremne są ścianami takich wielościanów jak m.in. dwunastościan foremny i dwudziestościan ścięty.

### Własności

Kąty w pięciokącie foremnym

Pięciokąt foremny o boku długości {\displaystyle a} ma następujące własności:
- każdy jego kąt wewnętrzny ma miarę

{\displaystyle {\frac {3}{5}}\pi =108^{\circ }}
- kąt środkowy okręgu opisanego oparty na boku pięciokąta ma miarę

{\displaystyle {\frac {2}{5}}\pi =72^{\circ }}
- pole powierzchni wyraża się wzorem

{\displaystyle P={\frac {5a^{2}}{4}}\operatorname {ctg} {\frac {\pi }{5}}={\frac {a^{2}}{4}}{\sqrt {25+10{\sqrt {5}}}}\approx 1{,}72048\cdot a^{2}}
- promień okręgu opisanego na pięciokącie foremnym ma długość

{\displaystyle R=a{\frac {\sqrt {50+10{\sqrt {5}}}}{10}}=a{\frac {1}{\sqrt {3-\varphi }}}}
- promień okręgu wpisanego w pięciokąt foremny ma długość

{\displaystyle r={\frac {a{\sqrt {25+10{\sqrt {5}}}}}{10}}={\frac {\varphi R}{2}}}
- przekątna ma długość

{\displaystyle d={\frac {{\sqrt {5}}+1}{2}}a=\varphi a,}
gdzie {\displaystyle \varphi } oznacza złotą liczbę
- wysokość ma długość

{\displaystyle h=a{\frac {\sqrt {5+2{\sqrt {5}}}}{2}}}

### Konstruowalność
Możliwość skonstruowania przy użyciu cyrkla i linijki pięciokąta foremnego wynika z twierdzenia Gaussa-Wantzela (liczba 5 jest liczbą pierwszą Fermata). Poniżej przedstawiono cztery przykładowe algorytmy; opierają się głównie na własności, że bok pięciokąta foremnego jest złotą częścią jego przekątnej.

#### Konstrukcja 1.

Konstrukcja 1

Poniższą konstrukcję przedstawił H. W. Richmond w 1893 roku.
1. Narysuj okrąg o środku S.
2. Narysuj średnicę AB.
3. Narysuj promień CS prostopadły do średnicy AB.
4. Znajdź środek D odcinka CS i narysuj odcinek AD.
5. Narysuj dwusieczną kąta ∠ADS, punkt jej przecięcia ze średnicą AB oznacz E.
6. Narysuj prostą prostopadłą do AB przechodzącą przez E, punkt jej przecięcia z okręgiem oznacz F.
7. Odcinek AF jest bokiem pięciokąta wpisanego w wyjściowy okrąg.

#### Konstrukcja 2.

Konstrukcja 2

Ptolemeusz w swoim dziele Almagest opisuje sposób znalezienia długości boku pięciokąta wpisanego w zadany okrąg.
1. Narysuj okrąg o środku S.
2. Narysuj średnicę okręgu i prostopadły do niej promień BS.
3. Znajdź środek A jednego z promieni zawierających się w średnicy.
4. Narysuj łuk o środku A i promieniu AB, punkt jego przecięcia ze średnicą oznacz C.
5. Odcinek BC ma długość boku pięciokąta wpisanego w wyjściowy okrąg.

#### Konstrukcja 3.

Konstrukcja 3

Metodę Ptolemeusza można rozbudować, uzyskując algorytm znalezienia wszystkich pięciu wierzchołków na okręgu.
1. Narysuj okrąg o środku S.
2. Narysuj prostą przechodzącą przez S i przecinającą okrąg w punktach A i B.
3. Narysuj promień CS prostopadły do średnicy AB.
4. Znajdź środek odcinka BS i oznacz go D.
5. Narysuj łuk o środku D i promieniu CD, punkty jego przecięcia z prostą AB oznacz E i F.
6. Narysuj łuk o środku C i promieniu CE, punkty jego przecięcia z okręgiem oznacz G i H.
7. Narysuj łuk o środku C i promieniu CF, punkty jego przecięcia z okręgiem oznacz I i J.
8. Punkty C, G, H, I, J są wierzchołkami pięciokąta foremnego.

#### Konstrukcja 4.

Konstrukcja 4

W poniższej konstrukcji wykorzystano okrąg Carlyle’a.
1. Narysuj okrąg o środku O.
2. Przez punkt O poprowadź prostą k, punkty jej przecięcia z okręgiem oznacz Q i P.
3. Narysuj promień OA prostopadły do średnicy QP.
4. Znajdź środek M promienia OQ.
5. Narysuj okrąg o środku M przechodzący przez A; punkty jego przecięcia z prostą k oznacz V i W.
6. Zakreśl łuk o środku W i promieniu OP, punkty jego przecięcia z wyjściowym okręgiem oznacz P1 i P4.
7. Zakreśl łuk o środku V i promieniu OP, punkty jego przecięcia z wyjściowym okręgiem oznacz P2 i P3.
8. Punkty P, P1, P2, P3, P4 są wierzchołkami pięciokąta foremnego.